# ГЕС Бокер
ГЕС Бокер (фр. barrage de Vallabrègues) та (фр. centrale de Beaucaire) — гідроелектростанція на південному сході Франції. Становить останній ступінь каскаду на річці Рона й розміщена після ГЕС Авіньйон та Совтерр.
Праву протоку Рони перекрили греблею Валлабрег, яка складається з восьми водопропускних шлюзів. Гребля спрямовує воду до лівої протоки (каналу), на якій через 2,5 км розташована руслова будівля машинного залу, праворуч від якої облаштований судноплавний шлюз.
Зал обладнаний шістьма бульбовими турбінами загальною потужністю 210 МВт. При напорі у 11,3 метра вони забезпечують виробництво понад 1,2 млрд кВт·год електроенергії на рік.
Відпрацьована вода прямує ще 4 км по каналу, перш ніж потрапити назад до Рони.